# Nicholas Lawes
Sir Nicholas Lawes (1652 - 1731) fut gouverneur de la Jamaïque de 1718 à 1722. Nicolas Lawes est né en 1652. Il est le fils de Nicolas et Amy Lawes.

## Biographie

### Le gouverneur de la Jamaïque
Il a été juge en Chef de la Jamaïque à partir de 1698 à 1703, puis gouverneur de 1718 à 1722.
En sa qualité de gouverneur au cours de l'Âge d'Or de la Piraterie, il a affronté beaucoup de pirates, parmi eux, "Calico Jack" Rackham, Anne Bonny, Mary Read, Robert Affaire, & Charles Vane. Il a signé un accord avec Jeremy, le roi de la Miskito, lui permettant d'amener quelques-uns de ses disciples à la Jamaïque pour traquer les esclaves en fuite en 1720.
Lawes plus tard épousa Elizabeth Lawley (1690-1725). Leur plus jeune fille, Judith Maria Lawes, a épousé Simon Luttrell, 1er Comte de Carhampton.

### Le café et l'impression
Au Temple Hall, Lawes a expérimenté une grande variété de cultures et introduit la très lucrative culture du café dans l'île, en 1721, selon certaines sources ou 1728 selon d'autres.
Il est également crédité de la réalisation de la première presse d'imprimerie en Jamaïque. Il est décédé le 18 juin 1731 à la Jamaïque.